# Брокман, Грег
Грег Бро́кман (род. 29 ноября 1987, Thompson, Северная Дакота) — американский инженер, предприниматель и инвестор. Соучредитель и технический директор компаний Stripe и OpenAI..

## Биография
Грег Брокман родился и вырос в Томпсоне, Северная Дакота. Его родители — врачи, работают в американском поставщике медицинских услуг Altru Health System.
Грег учился в средней школе Ред-Ривер. В юном возрасте он интересовался математикой, химией, информатикой и посещал внеклассные занятия в Университете Северной Дакоты. В 2006 году Брокман, выступая от команды США, завоевал серебряную медаль на Международной химической олимпиаде в Кёнсане, Южная Корея. В 2007 году Брокман принял участие в национальном конкурсе США для старшеклассников Intel Science Talent Search. Брокман стал первым финалистом конкурса из Северной Дакоты с 1973 года.
В 2008 году Грег Брокман поступил в Гарвардский университет. Тогда он планировал получить двойной диплом по математике и информатике. Через год Брокман бросил учебу в Гарварде, после чего некоторое время проучился в Массачусетском технологическом институте (MIT). В 2010 году Брокман снова бросил учебу, проучившись в университете всего пару месяцев.
В 2019 году Грег Брокман женился.

## Предпринимательская деятельность
После ухода из университета в 2010 году Брокман присоединился к стартапу Stripe, который основал Патрик Коллисон, однокурсник Брокмана из Массачусетского технологического института, и его брат Джон. Компания занималась разработкой решений для приёма и обработки электронных платежей, а также созданием интерфейса прикладного программирования для веб-сайтов и мобильных приложений. В Stripe Брокман занял пост главного инженера, а в 2013 году он стал первым техническим директором компании.
Грег Брокман публично поддерживал инвестиции Stripe в криптовалюту Stellar. К декабрю 2014 года оценка компании достигла 3,5 миллиарда долларов. В мае 2015 года Брокман ушел из Stripe, так как решил поработать над независимыми проектами в области искусственного интеллекта.
В декабре 2015 года Брокман вместе с Илоном Маском и Сэмом Альтманом основали некоммерческую организацию OpenAI. В рамках компании бизнесмены решили создать безопасный и самодостаточный искусственный интеллект. Будучи техническим директором OpenAI, Брокман нанял команду специалистов и руководил рядом исследовательских проектов. В апреле 2016 года компания выпустила OpenAI Gym, общедоступную платформу для разработки и сравнения алгоритмов обучения. Платформа представляет собой открытую библиотеку Python, которая позволяет исследователям воспроизводить и углублять свою работу в области машинного обучения.
В 2017 году OpenAI обучила бота игре в Dota 2. В 2017 году на турнире The International ему удалось обыграть профессионального киберспортсмена из Украины Данила Ишутина. После игры Брокман объяснил, что при разработке бота компания использовала методологию обучения с подкреплением. Бот учился, играя в Dota 2 против самого себя и получал вознаграждение за такие действия, как убийство врага и взятие целей на карте. Брокман утверждал, что в будущем программное обеспечение для самостоятельного обучения ИИ будет способствовать созданию ПО для решения сложных задач.
На следующий год компания Брокмана разработала проект OpenAI Five, создав команду из пяти ботов для игры в Dota 2. Во время турнира The International 2018 боты потерпели поражение в двух играх против профессиональных команд, однако в 2019 году они обыграли действующих чемпионов серии турниров. Позже Брокман заявил, что после этих соревнований многие профессиональные геймеры переняли у ботов более агрессивный стиль игры и стали отдавать предпочтение краткосрочной выгоде в матчах с фиксированным игровым временем.
С 2018 по 2021 год Грег Брокман участвовал в создании серии алгоритмов обработки естественного языка. Они используют глубокое обучение для перевода и обобщения отрывков текста, а затем составляют текст, похожий на написанный человеком. В июле 2021 года OpenAI выпустила Codex — генеративную модель кодирования. Модель, разработанная на основе алгоритма OpenAI GPT-3, может автоматически программировать простые веб-страницы, приложения и игры. По словам Брокмана, цель Codex — облегчить процесс кодирования для программистов и позволить им сосредоточиться на «видении продукта и разделении этой идеи на части и лишь затем переходить к созданию кода для этих частей».